# 魏鸣森
魏鸣森（1920年7月24日—2007年12月4日）河北省隆尧县人，中国人民解放军海军高级将领。西沙之战时是中国人民解放军海军南海舰队海战前线最高指挥官。

## 生平
1920年7月24日出生于河北省隆尧县梅庄。1937年入伍。1938年8月加入中国共产党，同年10月随同地方武装改编并入国民革命军第八路军第129师特务团。后开始学习测绘。1941年10月，成为冀南军区测绘队副队长，负责绘制作战用地图。1942年11月，负责冀南军区后方工作队。
第二次国共内战期间，任晋冀鲁豫野战军第一纵队作战科长，第二野战军第五兵团侦察科长。1952年入中国人民解放军总高级步兵学校首期进修，总高级步兵学校是培养营、团级陆军干部的院校。后留校任“军事地形学教授会”主任。
1961年调到海军司令部航海保证部任部长，组织编绘中国海军自主测绘的第一版军用海图。1970年任中国人民解放军海军南海舰队榆林基地副司令员兼参谋长。1974年1月19日西沙之战时是榆林基地赴西沙巡逻海上编队指挥组（简称“海指”）指挥员。指挥2艘猎潜艇赶赴西沙永乐群岛海域巡逻，作为西沙前线最高指挥官随后一并指挥增援的2艘扫雷舰和2艘猎潜艇与越南共和國海軍（南越海军）4艘军舰展开海战，击沉南越军舰1艘。广州军区司令许世友致电魏鸣森：“对你的指挥是满意的，留你在西沙，还有大战打”。西沙之战后，广州军区设西沙前线指挥所，设海上和岛上两个指挥所，魏鸣森任海上指挥所指挥员。
1977年任海军南海舰队广州基地副司令。1983年任中国人民解放军海军后勤部顾问。1987年离休，晚年深居简出，甚为低调。2007年12月4日在北京逝世，享年88岁。
1955年被授予三级独立自由勋章、 三级解放勋章。1997年被授予中国人民解放军独立功勋荣誉章。